# Thủy điện ở lưu vực sông Mê Kông

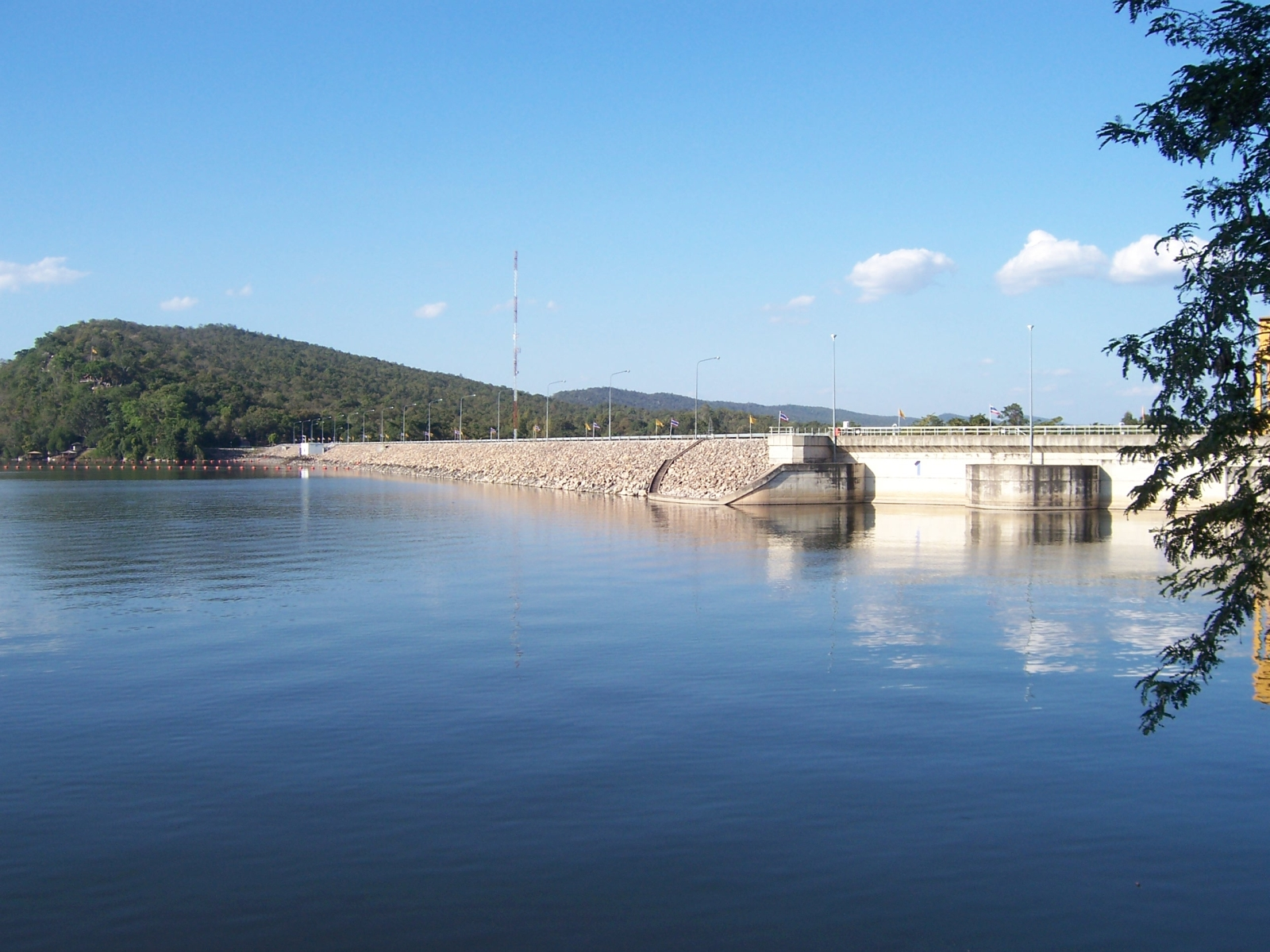
Đập Ubol Ratana Dam ở Thái Lan

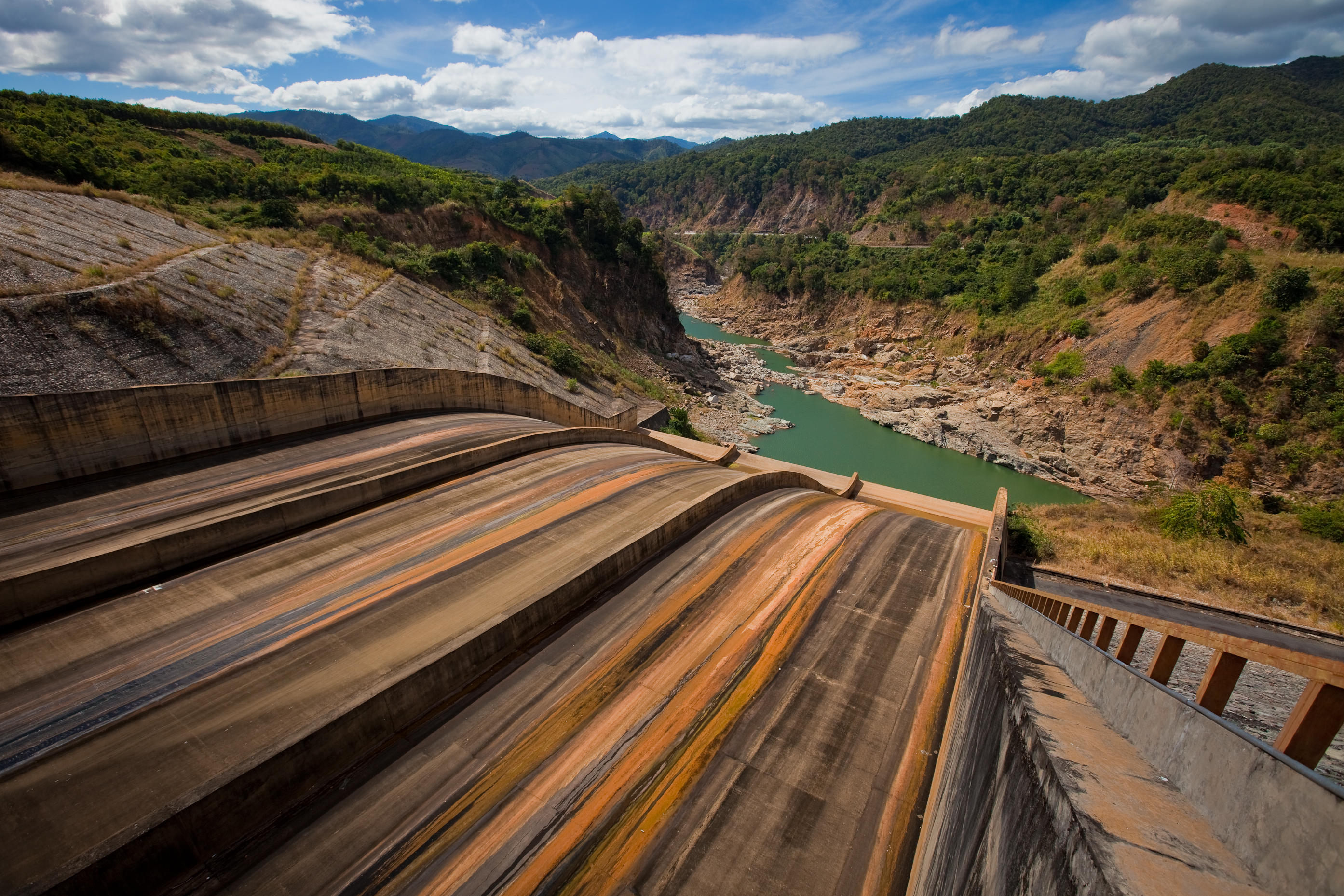
Đập tràn thủy điện Yaly trên sông Sêsan tại Kon Tum.

Bức tường thành chính của Đập Pak Mun tại tỉnh Ubon Ratchathani, Thái Lan

Thủy điện ở lưu vực sông Mê Kông bao gồm toàn bộ tiềm năng thủy điện tại lưu vực thượng lưu và hạ lưu sông Mê Kong. Các ước tính tiềm năng thủy điện lưu vực hạ lưu sông Mê Kông (tức ngoại trừ Trung Quốc) là 30.000 MW, trong khi của lưu vực thượng lưu sông Mê Kông là 28.930 MW. Tại hạ lưu sông Mê Kông, hơn 3.235 MW đã được thực hiện thông qua các cơ sở xây dựng chủ yếu trên mười năm qua, trong khi các dự án đang được xây dựng sẽ đạt thêm 3.209 MW. Thêm 134 dự án được lên kế hoạch cho hạ lưu sông Mê Kông để tận dụng hết khả năng phát thủy điện của con sông. Tác động quan trọng nhất đến việc sử dụng và quản lý nước trên khu vực Mê Kông hiện nay cũng như tương lai là thủy điện.
Với xu hướng phát triển hiện tại trong khu vực, nhu cầu điện năng dự kiến sẽ tăng bảy phần trăm mỗi năm trong giai đoạn giữa 2010 và 2030, mang lại một thị trường năng lượng đáng kể và có khả năng sinh lợi. Thủy điện là lựa chọn năng lượng được ưa chuộng đối với các nước ven sông Cửu Long, như được phản ánh trong các câu chuyện được dùng để hỗ trợ các biện pháp can thiệp. Lào đang được miêu tả là "nguồn điện của Đông Nam Á". Ở Trung Quốc, thủy điện được quảng cáo là năng lượng ("xanh sạch") tốt nhất thay thế cho các nhà máy điện đốt than, và sẽ mở đường cho sự phát triển của phía tây. Tại Thái Lan, những người bênh vực cho thủy điện nhấn mạnh "việc phủ xanh Isan ", vùng đông bắc thường bị hạn hán, để hợp pháp hóa sự phát triển của một "mạng lưới nước" ngoạn mục mà sẽ chuyển nước từ Lào, thuộc dòng chính sông Mê Kông, và theo các nhà phê bình, quá nhấn mạnh nhu cầu năng lượng dự kiến trong nước. Ở Campuchia, thủy điện thường được xem như là chuyện chính yếu để giải quyết các vấn đề cung cấp năng lượng của đất nước.
Sự phát triển của lưu vực sông Mê Kông gây rất nhiều tranh cãi, là một trong những phần nổi bật nhất trong các cuộc thảo luận về dòng sông và việc quản lý nó. Những cuộc tranh luận này xảy ra trên cả các tài liệu học thuật cũng như trên các phương tiện truyền thông, và là một trọng tâm đối với nhiều nhóm hoạt động.
Tuy nhiên trong các thảo luận về chia sẻ nguồn nước, thì điểm khó bàn thảo nhất chính là quyền chính đáng của các vùng đất trong việc "giữ lại lượng nước đã mưa trên vùng lãnh thổ của mình", và "không để đất bị xói mòn trôi xuống thành phù sa sông", nhằm cải thiện môi trường sống của mình. Vùng thượng nguồn sông đáp ứng chia sẻ ở mức độ nào là vấn đề thương thảo với nhiều yếu tố hậu trường thường có biến động. Các vùng hạ nguồn có nghĩa vụ phải chuyển hướng thích hợp với tình hình đó, đặc biệt là việc giữ lại lượng nước mưa đã rơi trên lãnh thổ của mình để sử dụng và giảm bớt trông chờ vào "tài nguyên" từ vùng khác trôi đến.

## Nguyên nhân
Theo quỹ Critical/Ecosystem Partnership Fund, dưới đây là nguyên nhân mà càng ngày càng có nhiều đập thủy điện được xây ở lưu vực sông Mê Kông:
- Nhu cầu năng lượng gia tăng: trong vài thập kỷ qua, lưu vực sông Mê Kông có tốc độ tăng trưởng kinh tế cao đi liền với sự gia tăng về nhu cầu điện.
- Tiềm năng lớn về thủy điện của dòng Mê Kông: tiềm năng thủy điện của sông Mê Kông có thể lên tới 176.350 – 250.000 MW. Bốn nước Campuchia, Lào, Thái Lan và Việt Nam có tiềm năng thủy điện quốc gia ước tính khoảng 50.000 - 64.750 MW, trong đó vùng hạ lưu Mê Kông có thể cung cấp 30.000MW. Theo các thiết kế hiện có, 12 đập trên dòng chính hạ lưu Sông Mê Kông đạt tới 14.697 MW.
- Thủy điện được coi là nguồn năng lượng bền vững: Thủy điện lâu nay vẫn được coi là một nguồn "năng lượng xanh" vì có thể tái tạo và không phát thải khí nhà kính trong quá trình sản xuất. Thêm nữa, các đập nước trên lý thuyết còn giúp kiểm soát dòng chảy, điều chỉnh lưu lượng nước, phòng chống lũ lụt hay hạn hán tại hạ nguồn; giúp phát triển nông nghiệp.
- Sự cổ vũ gián tiếp của các thể chế tài chính lớn trên thế giới và trong khu vực như Ngân hàng thế giới (WB) và Ngân hàng phát triển châu Á (ADB).[cần dẫn nguồn]

## Cơ sở hạ tầng thủy điện

### Cơ sở hạ tầng thủy điện thượng lưu sông Mê Kông
Cho đến cuối thế kỷ 20, Mê Kông vẫn là một trong số ít những con sông lớn chưa bị ngăn đập trên dòng chảy. Cuối những năm 1990, Trung Quốc bắt đầu lên kế hoạch xây ít nhất 7 đập thủy điện trên thượng nguồn Mê Kông và đến nay đã hoàn thành và đưa vào vận hành 5 đập.

### Cơ sở hạ tầng thủy điện hạ lưu sông Mê Kông
Lào và Căm-puchia cũng đã lập kế hoạch xây dựng 12 đập trên dòng chính.

### Cơ sở hạ tầng thủy điện dòng nhánh
Ở các dòng nhánh sông Mê Kông, hiện nay đã lên đến 94 đập thủy điện. Theo thống kê của Ủy hội Mê Kông, đến năm 2015 sẽ có 36 đập thủy điện ở dòng nhánh được đưa vào vận hành, đến năm 2030 có thêm 30 đập nữa được triển khai trên các dòng nhánh.
Một số thủy điện trong khu vực Tây Nguyên của Việt Nam cũng nằm ở thượng nguồn một số dòng nhánh của sông Mê Kông. Các con đập thủy điện trên sông Sê San ở Tây Nguyên, đặc biệt là thủy điện Yaly, đã tác động không tốt đến cộng đồng hạ nguồn Campuchia.

### Cơ sở hạ tầng thủy điện hiện có
Đập đã được xây dựng:
| Dự án            | Quốc gia   | Sông                    | Tọa độ                                                     | Năm hoạt động | Công suất lắp đặt (MW) | Chiều cao (m) | Chiều dài đỉnh đập (m) | Dung tích hoạt động (triệu m³) | Diện tích hồ chứa tối đa (km²) |
| ---------------- | ---------- | ----------------------- | ---------------------------------------------------------- | ------------- | ---------------------- | ------------- | ---------------------- | ------------------------------ | ------------------------------ |
| Ô Lộng Long      | Trung Quốc | Mekong                  | trấn Ba Địch huyện Duy Tây (châu Địch Khánh, tỉnh Vân Nam) |               |                        |               |                        |                                |                                |
| Hoàng Đăng       | Trung Quốc | Mekong                  | Lan Bình (Nộ Giang, Vân Nam)                               | 2017          |                        |               |                        |                                |                                |
| Miêu Vĩ          | Trung Quốc | Mekong                  | Vân Long (Đại Lý, Vân Nam)                                 | 2016          |                        |               |                        |                                |                                |
| Công Quả Kiều    | Trung Quốc | Mekong                  | 25°36′43,7″B 99°17′45,6″Đ / 25,6°B 99,28333°Đ              | 2008          | 750                    | 130           | 356                    | 120                            | 343                            |
| Mạn Loan         | Trung Quốc | Mekong                  | 24°37′19,51″B 100°26′54,76″Đ / 24,61667°B 100,43333°Đ      | 1992          | 1550                   | 136           | 418                    | 257                            | 415                            |
| Đại Triều Sơn    | Trung Quốc | Mekong                  | 24°1′27,8″B 100°22′10,77″Đ / 24,01667°B 100,36667°Đ        | 2003          | 1.350                  | 118           | 481                    | 367                            | 826                            |
| Nọa Trát Độ      | Trung Quốc | Mekong                  | 22°39′22″B 100°25′6″Đ / 22,65611°B 100,41833°Đ             | 2014          | 5850                   | 261,5         | 608                    | 21,749                         | 320                            |
| Cảnh Hồng        | Trung Quốc | Mekong                  | 22°3′6,5″B 100°46′1,96″Đ / 22,05°B 100,76667°Đ             | 2010          | 1750                   | 108           | 705,5                  | 249                            | 510                            |
| Houay Ho         | Lào        | Houayho / Xekong        | 15°3′34,17″B 106°45′51,39″Đ / 15,05°B 106,75°Đ             | 1999          | 150                    | 79            |                        | 620                            | 37                             |
| Nam Leuk         | Lào        | Nam Leuk / Nam Ngum     | 18°26′16,41″B 102°56′4″Đ / 18,43333°B 102,93444°Đ          | 2000          | 60                     | 45            | 800                    | 185                            |                                |
| Nam Lik 2        | Lào        | Nam Lik                 | 18°49′4,63″B 102°7′42,73″Đ / 18,81667°B 102,11667°Đ        | 2010          | 103                    | 328           | 8,26                   | 24,4                           |                                |
| Nam Ngum 1       | Lào        | Nam Ngum                | 18°31′49,82″B 102°32′50,39″Đ / 18,51667°B 102,53333°Đ      | 1971          | 148,7                  | 75            | 468                    | 7000                           | 370                            |
| Nam Ngum 2       | Lào        | Nam Ngum                | 18°55′17″B 102°44′25″Đ / 18,9213°B 102,7404°Đ              | 2011          | 615                    | 181           | 421                    | 2970                           | 122,2                          |
| Nam Theun 2      | Lào        | Nam Theun / Xe Bangfai  | 17°59′50,47″B 104°57′8,3″Đ / 17,98333°B 104,95°Đ           | 2010          | 1075                   | 48            | 325                    | 3680                           | 450                            |
| Theun-Hinboun    | Lào        | Nam Theun & Nam Gnouang | 18°15′39,62″B 104°33′45,09″Đ / 18,25°B 104,55°Đ            | 1998 / 2012   | 500                    |               |                        | 245                            | 105                            |
| Xeset 1          | Lào        | Xeset                   | 15°29′31″B 106°16′43″Đ / 15,492°B 106,27867°Đ              | 1994          | 45                     |               |                        | 0,5                            |                                |
| Xeset 2          | Lào        | Xeset                   | Saravan, Lào                                               | 2009          | 76                     |               |                        |                                | 20                             |
| Xekaman 3        | Lào        | Nam Pagnou              | 15°29′10″B 107°20′26″Đ / 15,48611°B 107,34056°Đ            | 2013          | 250                    |               |                        |                                | [ 14 ]                         |
| Xekaman 1        | Lào        | Sê Kaman (Xê Kaman)     | 14°57′41″B 107°9′24″Đ / 14,96139°B 107,15667°Đ             | 2015          | 322                    |               |                        |                                | ?                              |
| Buôn Kuốp        | Việt Nam   | Srêpốk                  | 12°31′39″B 107°55′19″Đ / 12,5275°B 107,92194°Đ             | 2009          | 280                    |               |                        |                                | 37                             |
| Buôn Tua Srah    | Việt Nam   | Sê San / Krông Pô Kô    | 12°16′40,66″B 108°2′34,98″Đ / 12,26667°B 108,03333°Đ       | 2009          | 86                     |               |                        |                                |                                |
| Đray H'linh 1    | Việt Nam   | Srêpốk                  | 12°39′4″B 107°54′24″Đ / 12,65111°B 107,90667°Đ             | 1990          | 12                     |               |                        |                                |                                |
| Đray H'linh 2    | Việt Nam   | Srêpốk                  | 12°40′31,78″B 107°54′13″Đ / 12,66667°B 107,90361°Đ         | 2007          | 16                     |               |                        |                                |                                |
| Plei Krông       | Việt Nam   | Sê San / Krông Pô Kô    | 14°24′41,38″B 107°51′51,48″Đ / 14,4°B 107,85°Đ             | 2008          | 100                    | 65            | 745                    | 162                            | 80                             |
| Sê San 3         | Việt Nam   | Sê San                  | 14°13′19,98″B 107°47′43,05″Đ / 14,21667°B 107,78333°Đ      | 2006          | 79                     |               | 164                    | 6,4                            |                                |
| Sê San 3A        | Việt Nam   | Sê San                  | 14°12′55,13″B 107°43′20,15″Đ / 14,2°B 107,71667°Đ          | 2007          | 96                     |               |                        |                                |                                |
| Sê San 4         | Việt Nam   | Sê San                  | 14°6′23,02″B 107°39′28,08″Đ / 14,1°B 107,65°Đ              | 2009          | 360                    | 60            |                        |                                | 54                             |
| Srêpốk 3         | Việt Nam   | Srêpốk                  | 12°45′2,78″B 107°52′34,32″Đ / 12,75°B 107,86667°Đ          | 2009          | 220                    | 52,5          |                        |                                |                                |
| Thác Ialy        | Việt Nam   | Sê San                  | 14°13′38,93″B 107°49′46,55″Đ / 14,21667°B 107,81667°Đ      | 2001          | 720                    | 65            | 1460                   | 1037                           | 64,5                           |
| Hạ Sesan 2       | Campuchia  | Sê San                  | 13°32′59,5″B 106°15′49,4″Đ / 13,53333°B 106,25°Đ           | 2018          | 400                    | 75            | 7729                   | 1790                           | 75                             |
| Chulabhorn       | Thái Lan   | Nam Phrom               | 16°32′10,56″B 101°39′0,13″Đ / 16,53333°B 101,65°Đ          | 1972          | 40                     | 70            | 700                    | 188                            | 31                             |
| Pak Mun          | Thái Lan   | Mun                     | 15°16′54,82″B 105°28′5,01″Đ / 15,26667°B 105,46667°Đ       | 1994          | 136                    | 17            | 300                    |                                |                                |
| Sirindhorn       | Thái Lan   | Lam Dom Noi             | 15°12′22,82″B 105°25′44,96″Đ / 15,2°B 105,41667°Đ          | 1971          | 36                     | 42            | 940                    | 1967                           | 288                            |
| Ubol Ratana      | Thái Lan   | Nam Pong                | 16°46′31,42″B 102°37′5,97″Đ / 16,76667°B 102,61667°Đ       | 1966          | 25,2                   | 35,1          | 885                    | 2263                           | 410                            |
| Hua Na           | Thái Lan   | Huay Kaosan             |                                                            | 1994          |                        | 17            | 207                    |                                |                                |
| Lam Phra Phloeng | Thái Lan   | Lam Phra Phloeng        |                                                            | 1967          |                        |               | 11                     | 145                            |                                |
| Lam Takhong      | Thái Lan   | Lam Takhong             | 15°12′22,82″B 105°25′44,96″Đ / 15,2°B 105,41667°Đ          | 2002          | 500                    | 40,3          | 251                    | 291                            | 1430                           |

## Dự án các đập dòng chính
Bảng 2: Dự án các đập dòng chính trên sông Mê Kông 
| Dự án              | Quốc gia  | Tọa độ                                                | Năm hoạt động | Công suất lắp đặt (MW) | Chiều cao (m) | Chiều dài đỉnh đập (m) | Dung tích hoạt động (triệu m³) | Diện tích hồ chứa tối đa (km²) |
| ------------------ | --------- | ----------------------------------------------------- | ------------- | ---------------------- | ------------- | ---------------------- | ------------------------------ | ------------------------------ |
| Pak Beng           | Lào       | 19°50′37,64″B 101°1′7,22″Đ / 19,83333°B 101,01667°Đ   | 2016          | 1,230                  | 76            | 943                    | 442                            | 87                             |
| Luang Prabang      | Lào       | 20°03′58,8″B 102°11′30,7″Đ / 20,05°B 102,18333°Đ      | 2016          | 1,410                  | 68            | 1,106                  | 734                            | 90                             |
| Xayabury           | Lào       | 19°15′14,46″B 101°48′49,2″Đ / 19,25°B 101,8°Đ         | 2019          | 1,285                  | 32            | 810                    | 225                            | 32                             |
| Pak Lay (Option 1) | Lào       | 18°19′45,93″B 101°31′19,25″Đ / 18,31667°B 101,51667°Đ | 2016          | 1,320                  | 35            | 630                    | 384                            | 108                            |
| Pak Lay (Option 2) | Lào       | 18°24′6,14″B 101°34′59,4″Đ / 18,4°B 101,56667°Đ       | 2016          | 1,320                  | 35            | 630                    | 384                            | 108                            |
| Sanakham           | Lào       | 17°48′52,73″B 101°32′14,91″Đ / 17,8°B 101,53333°Đ     | 2016          | 700                    | 38            | 1,144                  | 106                            | 81                             |
| Pakchom            | /         | 18°12′12,37″B 102°3′15,11″Đ / 18,2°B 102,05°Đ         | 2017          | 1,079                  | 1,200         | 55                     | 12                             | 74                             |
| Ban Koum           | /         | 15°25′4,37″B 105°35′14,51″Đ / 15,41667°B 105,58333°Đ  | 2017          | 1,872                  | 53            | 780                    | 0                              | 133                            |
| Lat Sua            | Lào       | 15°19′11,83″B 105°37′5,67″Đ / 15,31667°B 105,61667°Đ  | 2018          | 686                    | 27            | 1,300                  | 0                              | 13                             |
| Don Sahong         | Lào       | 13°56′37,87″B 105°57′22,62″Đ / 13,93333°B 105,95°Đ    | 2016          | 240                    | 10.6          | 1,820                  | 115                            | 2.9                            |
| Stung Treng        | Campuchia | 13°34′31,14″B 105°59′0,42″Đ / 13,56667°B 105,98333°Đ  | 2016(?)       | 980                    | 22            | 10,884                 | 70                             | 211                            |
| Sambor             | Campuchia | 12°46′59,4″B 105°57′0,62″Đ / 12,76667°B 105,95°Đ      | 2020          | 2,600                  | 56            | 18,002                 | 465                            | 620                            |

## Tác động tiêu cực của sự phát triển đập nước ở lưu vực sông Mê Kông
Theo quỹ Critical/Ecosystem Partnership Fund, Thủy điện dòng chính sẽ gây ra hàng loạt tác động tiêu cực cho toàn lưu vực: Trong khi thủy điện chỉ mang lại lợi ích trực tiếp đối với người tiêu dùng điện lưới quốc gia, các nhà phát triển, các nhà đầu tư tài chính và chính phủ các nước sở tại, hầu hết mọi chi phí và thiệt hại từ việc phát triển thủy điện lại đặt lên vai các cộng đồng nghèo ven sông dễ bị tổn thương và một số ngành kinh tế. Nếu được xây dựng, các đập dòng chính hạ nguồn Mê Kông sẽ làm thay đổi vĩnh viễn dòng chảy và bản chất tự nhiên của dòng sông, ảnh hưởng tới chất lượng và lưu lượng nước, suy giảm lượng phù sa màu mỡ, gây thiệt hại nghiêm trọng cho ngành thủy sản và nông nghiệp, ảnh hưởng sâu rộng tới đời sống và sinh kế của người dân sống ven sông và an ninh lương thực. Hệ thống đập cũng đe dọa hệ sinh thái thủy sinh và ven bờ, đẩy một số loài đặc hữu của sông Mê Kông vào thảm họa tuyệt chủng.

### Tác động của sự phát triển đập nước trên sông Mê Kông vào thủy sản
Các tác động của các đập nước về thủy sản cũng được nghiên cứu trên khắp thế giới. Nó đã được xác minh là các đập ảnh hưởng đến cách thức mà hệ sinh thái sông và môi trường thủy văn hoạt động. Xây đập sông là một quá trình rất mãnh liệt và gây nhiều ảnh hưởng mà kết quả là việc tạo ra một hệ sinh thái mới.
Đập ảnh hưởng đến thủy sản về nhiều mặt:
- Nó cản trở việc di cư của cá. Việc di cư của cá là một sự kiện phức tạp và một phần cố hữu của chu kỳ sinh sản cá. Sự hiện diện của các đập nước ở lưu vực sông Amazon, ví dụ, đã làm ngưng việc di cư đường dài của một số loài cá da trơn, làm giảm sản lượng khai thác hạ nguồn lên đến 70 phần trăm.[18]
- Gián đoạn chu kỳ lũ tự nhiên mà cá đã thích nghi trong hàng ngàn năm.[17]
- Xơ cứng lòng sông. Đập thường xả nước với một lượng lớn, mà sẽ cuốn đi trầm tích nhỏ như bùn, cát, sỏi, cũng như thực vật thủy sinh, động vật và các mảnh vụn từ thực vật. Kết quả là, các nền đá dưới lòng sông bị lộ và sông sẽ mất giá trị của nó như là một môi trường sống cho cá.[17]
- Giữ trầm tích phía sau bức tường đập. Đập có hiệu quả cao giữ lại các trầm tích. Trầm tích là một nguồn quan trọng của dinh dưỡng cho cá.[17] ông Nguyễn Hữu Thiện – chuyên gia độc lập về ĐBSCL và thủy điện Mekong - cho là, các đập thủy điện ở Trung Quốc tác động đến ĐBSCL chủ yếu là làm giảm 50% lượng phù sa, ảnh hưởng đến độ màu mỡ đất đai và nông nghiệp và gây sạt lở bờ sông, bờ biển.[19]
- Thay đổi nhiệt độ nước. Nước được phát ra từ một con đập có một nhiệt độ khác (thường là thấp hơn) so với nhiệt độ tự nhiên ở hạ lưu. Khi nước được xả ra, nhiệt độ nước ở hạ lưu bị thay đổi nhanh chóng, có tác động trực tiếp đến môi trường sống của cá và quần thể.[20]

Campuchia có lẽ phải chịu đựng gánh nặng của thủy sản giảm, kết quả của việc phát triển đập, nhưng cả cộng đồng ven sông ở Lào  và Thái Lan, cũng như cộng đồng người Việt ở đồng bằng sông Cửu Long cũng phải chịu sự mất mát. Suy thoái thủy sản sẽ ảnh hưởng đến người nghèo một cách không cân đối, nhưng nghề cá một mình không thể giải quyết tất cả các nhu cầu phát triển và xóa đói giảm nghèo. Đến năm 2030, nếu 11 đập dòng chính được xây dựng, số lượng chất đạm động vật có nguy cơ bị mất mỗi năm tương đương với 110% của các sản phẩm chăn nuôi hàng năm hiện nay của Campuchia và Lào. Tiêu thụ cá có dự kiến sẽ tăng khi dân số trong khu vực tiếp tục phát triển và chế độ ăn uống tiếp tục cải thiện như là kết quả của việc phát triển gia tăng.
Sự đa dạng về sinh học của thủy sản sẽ giảm đi trong vòng 20 năm tới như là kết quả của sự khai thác quá mức, sự đa dạng của môi trường sống cũng giảm đi và (ở một số địa điểm) cả chất lượng nước cũng suy giảm  Tại hạ lưu sông Mê Kông các đập trên dòng chính có thể sẽ dẫn đến việc mất năng suất và đa dạng sinh học của các loài di cư mà tới từ các dòng nhánh.
Nếu, vào năm 2030, 11 đập được xây dựng trên dòng chính hạ lưu sông Mê Kông, dự báo tổng thiệt hại thủy sản sẽ lên đến từ 550.000 đến 880.000 tấn so với năm 2000 (giảm 26-42%). Đây là một sự mất mát của khoảng 340.000 tấn so với trường hợp trong năm 2030 nếu không có đập nào được xây thêm trên dòng chính cả. Theo ước tính, chi phí cho sự mất mát về thủy sản là từ 200 triệu US$  đến 476 triệu US$ một năm. Các đập thủy điện ở dòng chính thượng lưu Viêng Chăn sẽ có ít tác động đến nguồn lợi thủy sản hơn những đập xa hơn đó ở hạ lưu.
Những tác động của các đập trên dòng chính với việc khai thác thủy sản khác nhau với từng dự án, tùy thuộc vào khoảng cách từ các vùng lũ lớn Mekong và vị trí liên quan đến các phụ lưu quan trọng của nó. Các đập ở dòng nhánh cũng có tác động đáng kể về sản xuất thủy sản. Cùng đó, 78 đập tại các dòng nhánh được xây dựng hoặc đã lên kế hoạch tại lưu vực hạ lưu sông Mê Kông sẽ tạo ra ít năng lượng và gây ra nguy cơ lớn đối với môi trường, bao gồm tác động thảm khốc trong việc sinh sản của cá và sự đa dạng sinh học, hơn là 6 đập được hoạch định trên dòng chính hạ lưu sông Mekong.

### Lũ lụt và hạn hán
Do hệ thống các đập thủy điện được nhiều quốc gia xây dựng trên dòng chính của con sông đóng vai trò nguồn cung cấp nước chủ yếu cho Đồng bằng sông Cửu Long nên lượng nước đổ về đồng bằng sông Cửu Long từ sông Mê Kông bị giảm mạnh, và đó cũng là một trong hai nguyên nhân chính gây nên hạn hán miền Nam Việt Nam năm 2016, và tình trạng ngập mặn, hạn hán còn có thể kéo dài nhiều năm sau đó.

## Hợp tác và ảnh hưởng chính trị

### Ủy hội sông Mekong
- 4 nước Lào, Việt Nam, Campuchia và Thái Lan ký ngày 5/4/1995 Hiệp định sông Mekong. Theo thỏa thuận ký năm 1995, 4 nước thành viên MRC nhất trí tham vấn lẫn nhau khi mỗi nước lên kế hoạch xây đập. Ủy hội sông Mekong (Mekong River Commission - MRC) được thành lập trên cơ sở đó. Tuy nhiên thỏa thuận này lại không có tính ràng buộc, có nghĩa rằng không nước nào có thể phủ quyết các kế hoạch của những nước khác. Một trong những vấn đề gây tranh cãi nhất và cũng làm lộ ra nhiều bất cập nhất trong quá trình gần 20 năm của MRC là sự thiết lập các đập thủy điện dọc dòng sông này. Kết quả là có những dự án gây tranh cãi quyết liệt, như dự án đập Xayabury của Lào, cho dù bị các quốc gia láng giềng cùng hàng trăm tổ chức quốc tế phản đối, vẫn được tiến hành.[28] Theo bác sĩ Ngô Thế Vinh, tác giả các cuốn sách nghiên cứu về dòng Mekong, nói chuyện với báo Người Đô thị hôm 15/05/2016: "Đại diện Việt Nam đặt bút ký vào Hiệp định Mekong 1995 là Ngoại trưởng Nguyễn Mạnh Cầm với chấp nhận một thay đổi cơ bản trong hiệp ước mới: thay vì như trước, mỗi hội viên trong Ủy ban sông Mekong (1957) có quyền phủ quyết bất cứ một dự án nào bị coi là có ảnh hưởng tác hại tới dòng chính sông Mekong, nay theo nội quy mới (1995), không một quốc gia nào có quyền phủ quyết." [29]

### Vai trò của Trung Quốc
- Bác sĩ Ngô Thế Vinh cho là, Trung Quốc chọn đứng ngoài Ủy hội Sông Mekong để có thể tự do xây dựng các đập: "Tới nay với sáu con đập dòng chính, về tổng thể, Trung Quốc đã hoàn tất kế hoạch thủy điện trên khúc sông Mekong 2.200km của họ."
- Trả lời phỏng vấn trên trang Southeast Asia - Globe 03/05/2016, Giáo sư Marvin Ott từ trường Johns Hopkins ở Hoa Kỳ nói: "Các con đập trên dòng Mekong có ý nghĩa chiến lược vì chúng cho phép Trung Quốc quyền lực quyết định sự sống hay cái chết với các nền kinh tế ở hạ nguồn trên cả vùng Đông Nam Á lục địa." [30]

## Liên quan
Vài nhà máy thủy điện tại Tây Nguyên khi vận hành đã đổi dòng nguồn nước sông, ảnh hưởng đến sinh hoạt của người dân, điển hình như khi vận hành nhà máy thủy điện An Khê – Ka Nak tại Gia Lai, lấy nước sông Ba nhưng lại trả nước về cho sông Kôn (Bình Định). Mỗi năm, hơn 300 tỷ m³ nước sông Ba đã bị chuyển về Bình Định, khiến hàng triệu hộ dân sống ở lưu vực sông Ba thiếu nước sinh hoạt và sản xuất. Về mùa khô, do không được trả dòng nên lưu vực sông Ba thường xuyên khô hạn. Trong khi đó, về mùa lũ, khi thủy điện xả lũ, người dân vùng hạ lưu lại phải hứng chịu. Dòng sông Srêpốk, phần lưu vực chảy qua Việt Nam chỉ dài trên 120 km nhưng đã có tới 7 công trình thủy điện lớn nhỏ được xây dựng. Nhà máy thủy điện Srêpốk 4A đã chặn dòng tại huyện Buôn Đôn (Đắk Lắk), chuyển nước sang khu vực khác để phát điện. Điều này đã ảnh hưởng lớn đến hệ sinh thái Vườn quốc gia Yok Đôn và Khu du lịch sinh thái Bản Đôn. Cả đoạn sông Srêpốk dài hàng chục kilomet đã cạn dần, trở thành dòng sông chết.
TS Đào Trọng Tứ, nguyên Phó Tổng thư ký Ủy ban sông Mê Kông Việt Nam cho biết, về nguyên tắc không được phép xây dựng các công trình chuyển nước trên các con sông bởi lẽ điều này sẽ làm thay đổi quy luật tự nhiên của các dòng sông, đồng thời làm gia tăng cuộc chiến tranh chấp nguồn nước giữa các địa phương.
Trong khi đó, GS Vũ Trọng Hồng, nguyên Thứ trưởng Bộ Nông nghiệp và Phát triển nông thôn, Chủ tịch Hội Thủy lợi Việt Nam thì cho rằng, Việt Nam đã phải trả giá cho việc xây dựng những công trình chuyển dòng như thủy điện Đắk Mi 4, An Khê – Kanak...